# Paradise Oskar
Paradise Oskar, pseudonimo di Axel Ehnström (Kirkkonummi, 23 ottobre 1990), è un compositore e cantante finlandese, proveniente da una famiglia della minoranza svedese del paese.
Lo pseudonimo Paradise Oskar è stato ispirato da un personaggio del libro per bambini Rasmus e il Vagabondo.
Oskar ha partecipato alla selezione nazionale finlandese Euroviisut 2011 con la canzone Da Da Dam per poter rappresentare la Finlandia all'Eurovision Song Contest 2011 di Düsseldorf in Germania.
Oskar ha vinto la finale della selezione con il 46,7% dei televoti, aggiudicandosi così la possibilità di partecipare al concorso. All'Eurovision Song Contest si è classificato 21º in finale.